# Незрівнянний
«Незрівнянний» (англ. Matchless) — італійський фантастичний фільм 1967 року.

## Сюжет
Американський журналіст Перрі Лістон потрапляє в китайський полон. Там старий китаєць, його співкамерник, дає йому магічне кільце, що може робить людину невидимою на деякий час. За допомогою цього кільця Перрі вдало тікає з полону. Після втечі американські військові вирішують використовувати Перрі як секретного агента. Його відправляють на боротьбу з міжнародним злочиним угрупованням.

## У ролях
| Актор                | Роль               |
| -------------------- | ------------------ |
| Патрік О'Ніл         | Перрі Лістон       |
| Айра фон Фюрстенберг | Арабелла           |
| Дональд Плезенс      | Грегорі Андрену    |
| Генрі Сільва         | Генк Норріс        |
| Ніколетта Макіавеллі | Тіпсі              |
| Говард Ст. Джон      | генерал Шапіро     |
| Соррел Бук           | полковник Кулпепер |
| Льюїс Джордан        | Хогдон             |
| Елізабетта Ву        | О-Лан              |
| Енді Хо              | О-Чін              |